# Orthotrichum hortoniae
Orthotrichum hortoniae är en bladmossart som beskrevs av Dale Hadley Vitt 1979. Orthotrichum hortoniae ingår i släktet hättemossor, och familjen Orthotrichaceae. Inga underarter finns listade i Catalogue of Life.